# Hajduker

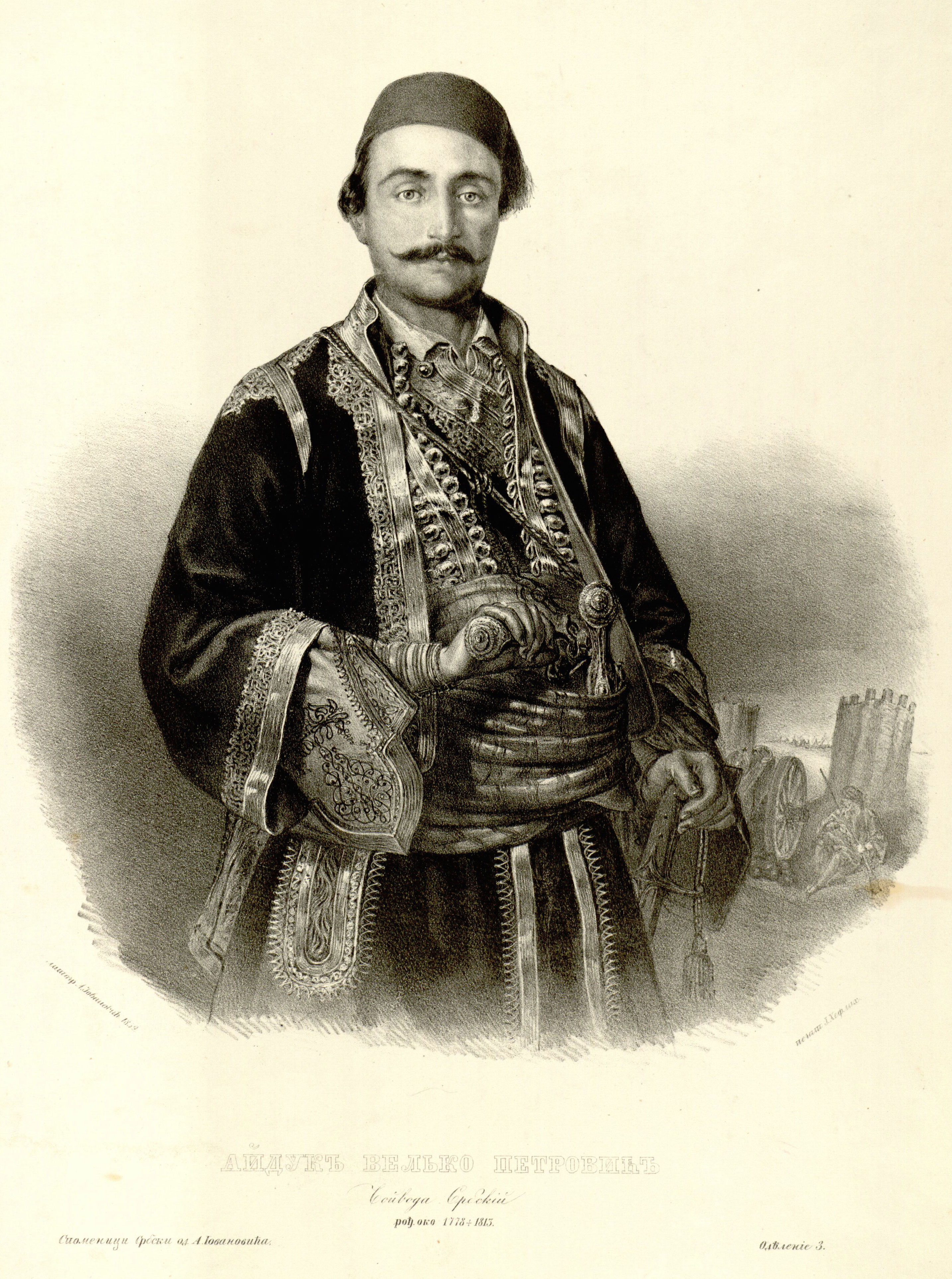
Hajduk Veljko Petrovic

Hajduker (ungerska: hajdú, plural: hajdúk) är en från början av 1500-talet använd benämning på de personer i centrala och sydöstra Europa, som under Osmanska rikets tid övergav sina fredliga yrken och ägnade sig åt ett ständigt gerillakrig mot överheten; de blev emellertid ett plågoris även för sina kristna grannar, och de ungerska riksdagarna försökte kväsa dem genom stränga lagar. Ordet hajduk blev senare en synonym för bandit, pirat och stråtrövare. 
Ordet hajduks ursprung är oklart. Det finns teorier om att ordet kommer från turkiskans haidut eller haydut, som ottomanerna kallade ungerska och polsk-litauiska fotsoldater.  
Hajdukerna ska ha agerat inte bara i forna Jugoslavien, utan också i Albanien, Grekland och Bulgarien, som lett till en olika folksägner och sånger. Hajdukerna porträtterades ofta som ärorika hjältar mot de grymma Ottomanerna i folksägnerna som stod upp mot överheten.   
När hajdukerna ökade i antal och fick bättre krigsduglighet, användes de också som yrkessoldater, särskilt som besättningar i de ungerska gränsfästningarna (vadan namnet hajduker överflyttades på det ungerska infanteriet), men även i främmande länders, särskilt Polens, tjänst. Medan en del av skarorna alltså inordnades i regelbunden tjänst, behöll andra, de så kallade fria hajdukerna, länge sitt obundna levnadssätt. Hos dem fick Stefan Bocskay sitt starkaste stöd under sitt uppror mot kejsar Rudolf II, och som belöning upphöjde han dem 1605 och 1606 i adligt stånd samt tilldelade dem ett område i komitatet Szabolcs, där de sex "hajdú-städerna" ligger, till fasta boningsplatser. Invånarna i detta på den föga bestämda gränsen mellan Ungern och Transsylvanien belägna så kallade Hajduk-distrikt tog – reformerta ungrare som de var – livlig del i 1600-talets fejder, men fick efterhand fredligare vanor. Området behölls ända till 1867 som ett från den övriga indelningen i Ungern särskilt distrikt, men sammanslogs då med ett par andra områden till komitatet Hajdú, varvid deras privilegier upphörde. 
Vidare hade namnet hajduker övergått på de ungerska domarnas tjänare och stormännens drabanter. Vid de tyska hoven anställdes ofta utvalt ståtliga hajduker som lakejer eller kläddes tyska lakejer i hajdukuniform. Härifrån härleder sig den föraktfulla betydelse av någons hantlangare, som ordet, under formen hejduk, fått i svenskan. 
På Balkanhalvön användes namnet hajduker (i Bulgarien hajduter) om dem, som från turkarna tog sin tillflykt till bergen och därifrån förde en förbittrad, i folkdiktningen förhärligad kamp mot de otrogna. Under 1800-talets befrielsekrig spelade de en viss roll. De slovenska hajdukarna gömde sig även inne i de djupa Sloveniska skogarna för att undvika ottomanerna under deras krig mellan dem på 1500 och 1600-talet. 
Karaktären George Washington Hayduke i Edward Abbey's roman "The Monkey Wrench Gang"  tros ha fått sitt namn efter Hajdukerna.